# Rasa (Svizzera)
Rasa è una frazione di 12 abitanti del comune svizzero di Centovalli, nel Canton Ticino (distretto di Locarno).

## Storia

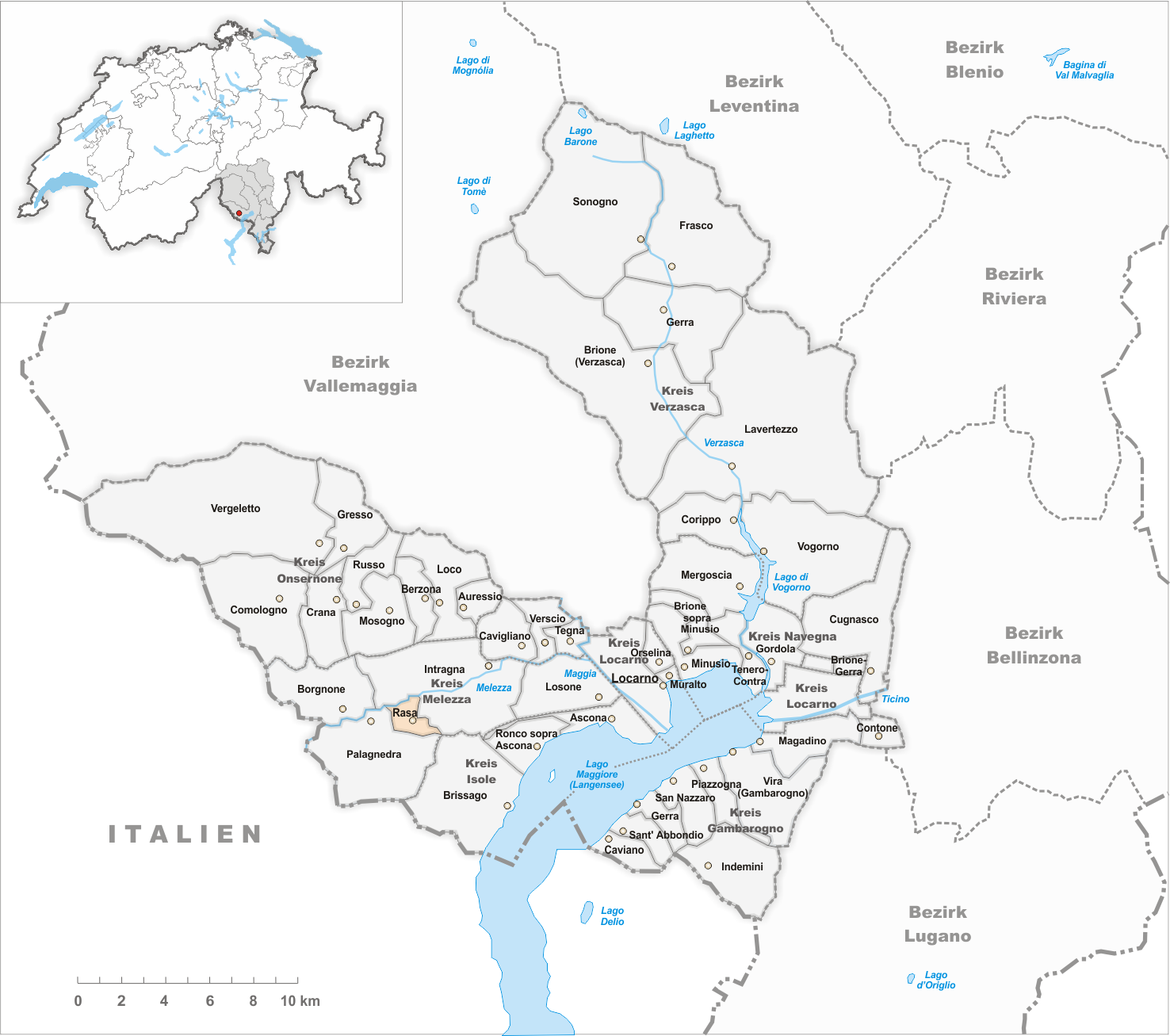
Il territorio del comune di Rasa prima degli accorpamenti comunali del 1971

Già comune autonomo istituito nel 1864 per scorporo dal comune di Palagnedra e che si estendeva per 3,27 km², nel 1972 era stato accorpato al comune di Intragna, il quale a sua volta nel 2009 è stato accorpato agli altri comuni soppressi di Borgnone e Palagnedra per formare il comune di Centovalli. La fusione è stata decisa dal Consiglio di Stato l'8 aprile 2009 e approvata all'unanimità dal Gran Consiglio ticinese il 2 giugno successivo.

## Monumenti e luoghi d'interesse

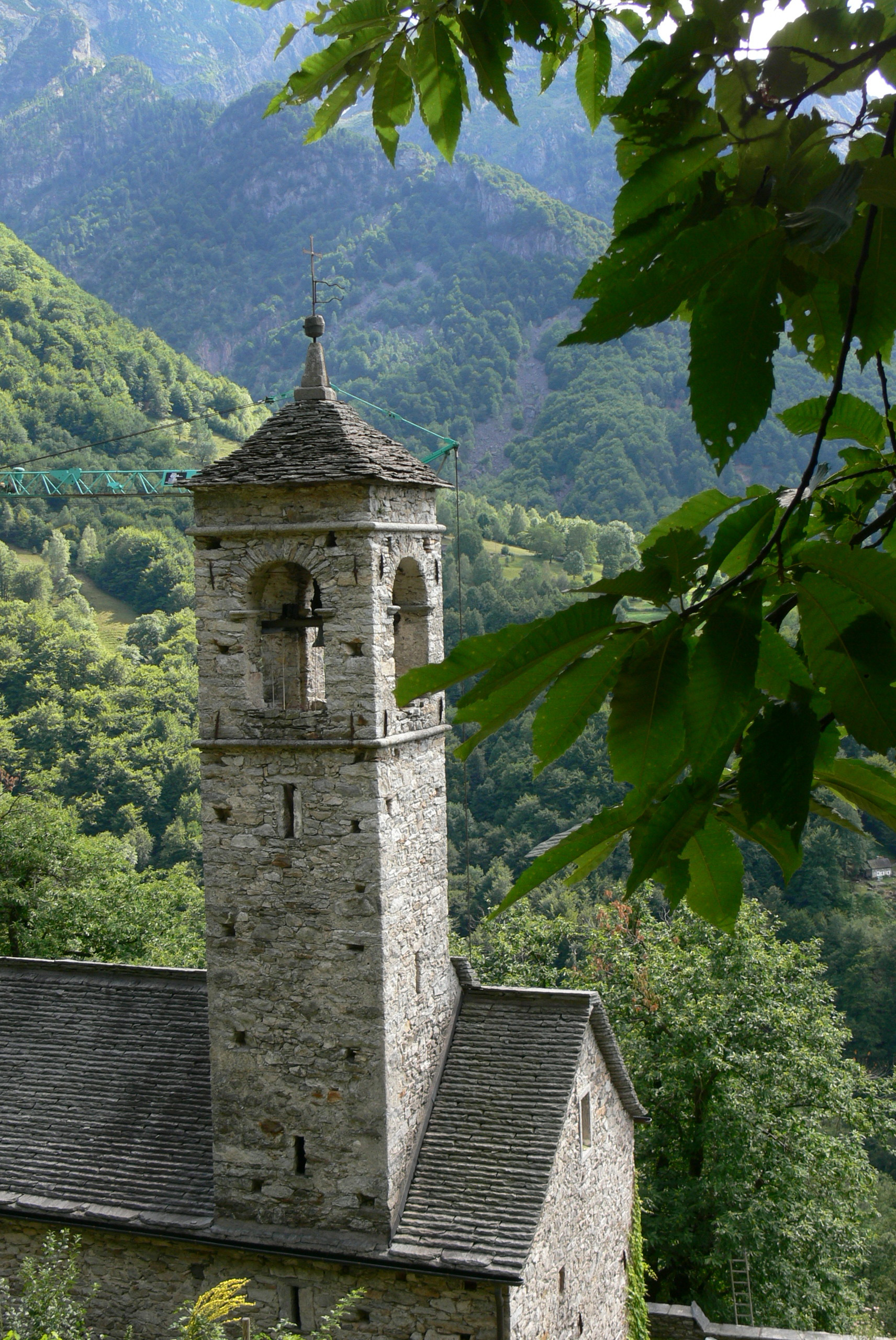
L'oratorio della Madonna della Neve

- Chiesa parrocchiale di Sant'Anna, del 1753[1][3];
- Oratorio della Madonna della Neve in località Terravecchia, del 1615[senza fonte];
- Cappellina della Madonna del Sasso di Orselina[senza fonte];
- Casa Borga tra la chiesa e la casa parrocchiale, palazzo seicentesco costruito su progetto di Filippo Martinola[senza fonte].

## Società

### Evoluzione demografica
Nel 1970 era il comune svizzero meno popoloso, con soli 11 abitanti. L'evoluzione demografica è riportata nella seguente tabella:
Abitanti censiti

## Infrastrutture e trasporti
La località non è raggiungibile in automobile, è raggiungibile a piedi e dal 1958 con una funivia che parte da Verdasio.

## Amministrazione
Ogni famiglia originaria del luogo fa parte del cosiddetto comune patriziale e ha la responsabilità della manutenzione di ogni bene ricadente all'interno dei confini della frazione.